# Bedeng Delapan
Bedeng Delapan is een bestuurslaag in het regentschap Kerinci van de provincie Jambi, Indonesië. Bedeng Delapan telt 1292 inwoners (volkstelling 2010).